# マチュー・ドセヴィ
マチュー・ドセヴィ（Mathieu Dossevi 、1988年2月12日 - ）は、フランス・アンドル＝エ＝ロワール県シャンブレ＝レ＝トゥール出身の元プロサッカー選手。元トーゴ代表。現役時代のポジションは、ミッドフィールダー。トマ・ドセヴィは実兄。

## クラブ経歴
ル・マンUCでプロキャリアをスタート。
2010年夏、ヴァランシエンヌFCに移籍。
2014年7月、オリンピアコスFCに移籍。
2015年9月1日、1シーズンのレンタルでスタンダール・リエージュに加入。2016年1月、スタンダールが移籍金130万ユーロを支払い完全移籍。
2017年8月31日、1シーズンのレンタルでFCメスに加入。シーズン終了後、300万ユーロでFCメスに完全移籍。
2018年8月3日、250万ユーロでトゥールーズFCに移籍。

## 代表歴
世代別代表では出身地のフランスを選択したが、A代表はルーツのトーゴに変更した。

### ゴール
2016年5月27日現在
| # | 開催日         | 開催地       | 対戦国       | スコア | 結果 | 試合概要                           |
| - | -------------- | ------------ | ------------ | ------ | ---- | ---------------------------------- |
| 1 | 2016年5月27日  | ロメ         | ザンビア     | 1–0    | 1–0  | 親善試合                           |
| 2 | 2016年9月4日   | ロメ         | ジブチ       | 2–0    | 5–0  | アフリカネイションズカップ2017予選 |
| 3 | 2017年1月20日  | オイェム     | モロッコ     | 1–0    | 1–3  | アフリカネイションズカップ2017     |
| 4 | 2017年8月31日  | アガディール | ニジェール   | 2–0    | 2–0  | 親善試合                           |
| 5 | 2017年11月12日 | ロメ         | モーリシャス | 1–0    | 6–0  | 親善試合                           |

## タイトル

### クラブ
オリンピアコス
- ギリシャ・スーパーリーグ :  2014–15
- キペロ・エラーダス : 2015

スタンダール・リエージュ
- ベルギーカップ : 2015-16

## 家族
父親のピエール＝アントワーヌ・ドセヴィはサッカー選手であった。伯父のオトニエル・ドセヴィは、パリ・サンジェルマンFC初のアフリカ出身選手である。陸上競技選手のダミエル・ドセヴィとナラヤン・ドセヴィは従兄姉にあたる。